# Lanistes elliptus
Lanistes elliptus es una especie de molusco gasterópodo de la familia Ampullaridae en el orden de los Mesogastropoda.

## Distribución geográfica
Se encuentra en República Democrática del Congo Malaui y Mozambique.